# Lecce (província)
A província de Lecce é uma província italiana da região da Apúlia com cerca de 785 000 habitantes, densidade de 284 hab/km². Está dividida em 97 comunas, sendo a capital Lecce.
Faz fronteira a nordeste com o mar Adriático, a sul com o mar Jónico, e a noroeste com a província de Taranto e a província de Brindisi.

## Fotos

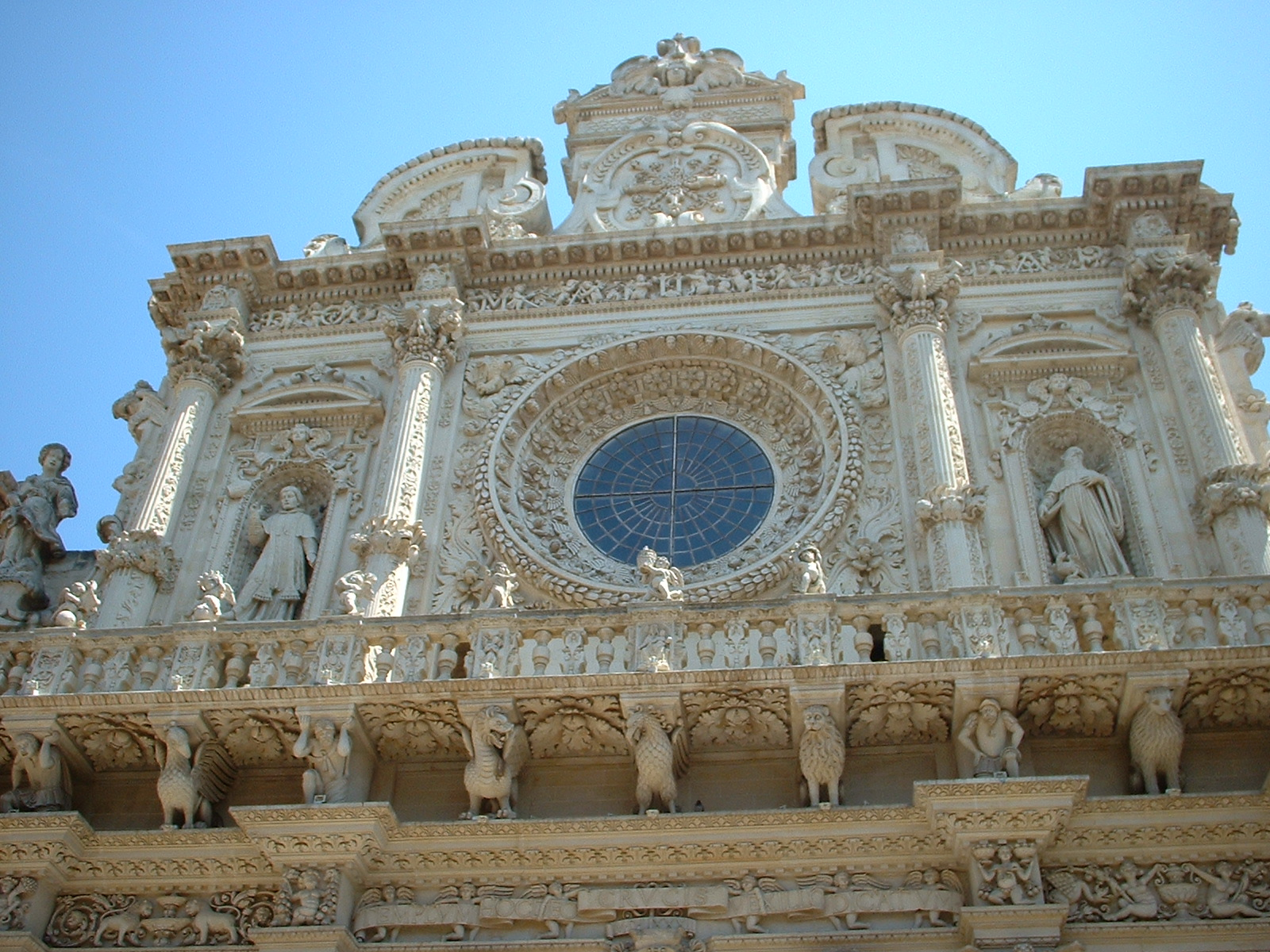
Basilica de Santa Croce, Lecce
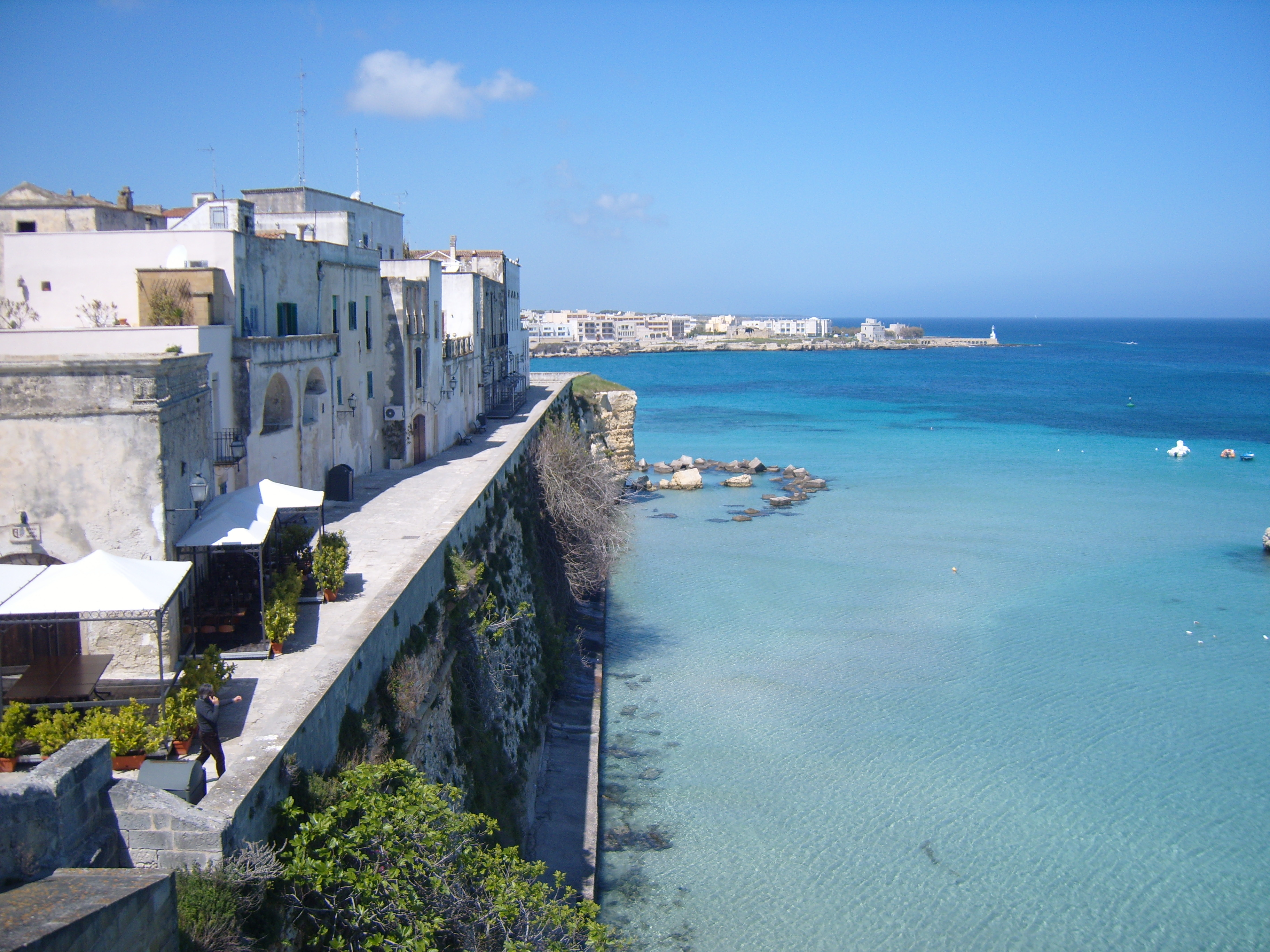
Otranto
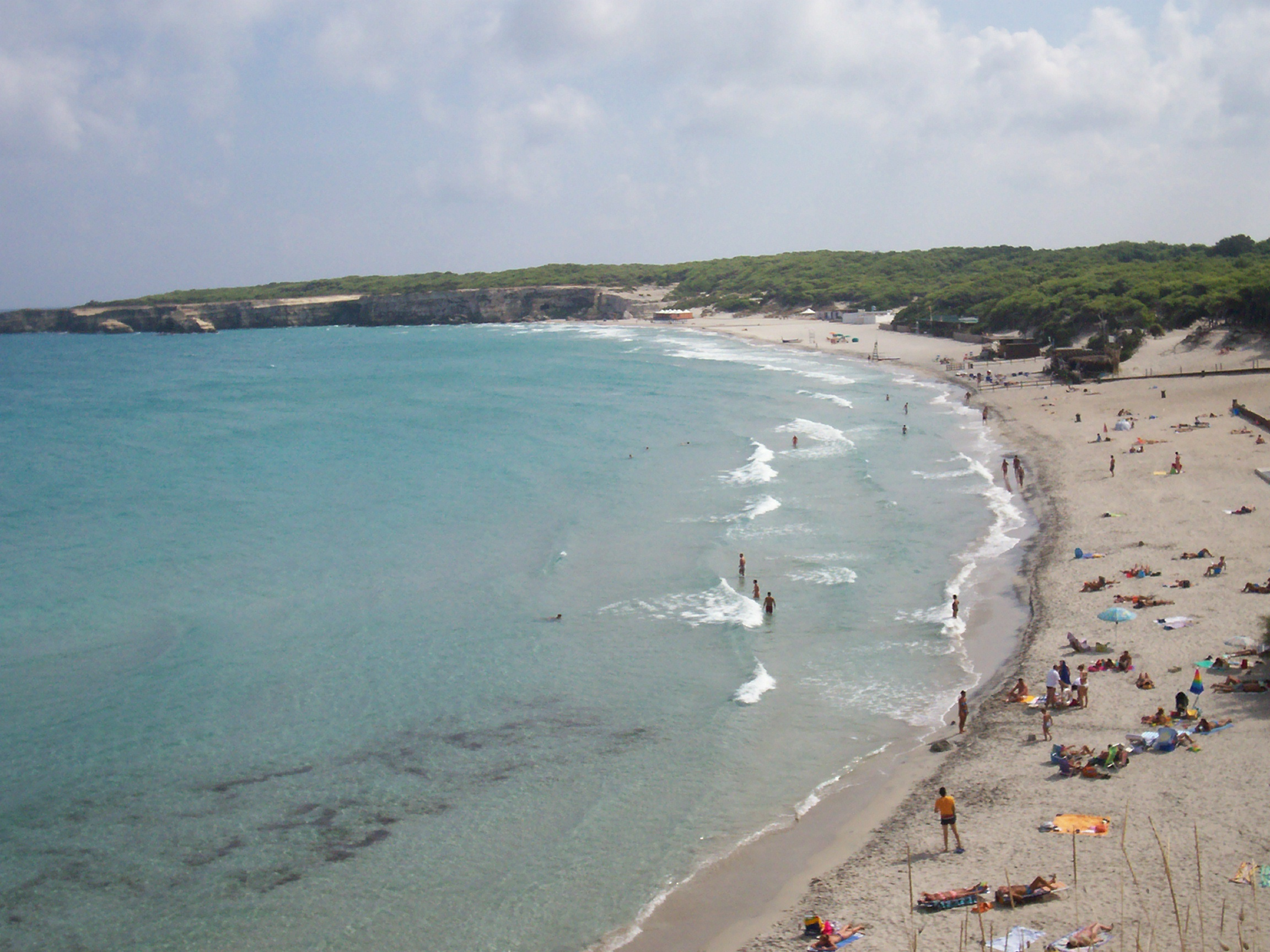
Torre dell'Orso